# فرانسوا كامانو
فرانسوا كامانو (بالفرنسية: François Kamano)‏ (مواليد مايو 1996) هو لاعب كرة قدم غيني يلعب حاليًا لصالح نادي باستيا الفرنسي.

## روابط خارجية
- فرانسوا كامانو على موقع الاتحاد الأوربي (الإنجليزية)
- فرانسوا كامانو على موقع رابطة كرة القدم الفرنسية للمحترفين (الإنجليزية)
- فرانسوا كامانو على موقع قاعدة بيانات كرة القدم.إي يو (الإنجليزية)
- فرانسوا كامانو على موقع ليكيب (الفرنسية)
- فرانسوا كامانو على موقع ناشيونال فوتبول تيمز (الإنجليزية)
- فرانسوا كامانو على موقع Soccerway.com (الإنجليزية)
- فرانسوا كامانو على موقع عالم كرة القدم.نت (الإنجليزية)
- فرانسوا كامانو على موقع AS.com (الإسبانية)